# جوآنا مارچو
جوآنا مارچو (انگلیسی: Joana Marchão؛ زادهٔ ۲۴ اکتبر ۱۹۹۶) بازیکن فوتبال اهل پرتغال است.
وی همچنین در تیم ملی فوتبال زنان پرتغال بازی کرده‌است.